# Guyanancistrus brownsbergensis
Espèce
Guyanancistrus brownsbergensis est une espèce de poissons-chats de la famille des Loricariidae.

## Distribution et habitat
Cette espèce n'est connue que des monts Brownsberg, dans l'Est du Suriname.

## Publication originale
- (en) Sonia Fisch-Muller, Jan H. Mol et Raphaël Covain, « An integrative framework to reevaluate the Neotropical catfish genus Guyanancistrus (Siluriformes: Loricariidae) with particular emphasis on the Guyanancistrus brevispinis complex », PLOS One, PLoS, vol. 13, no 1,‎ 3 janvier 2018, e0189789 (ISSN 1932-6203, OCLC 228234657, PMID 29298344, PMCID 5752014, DOI 10.1371/JOURNAL.PONE.0189789, lire en ligne).